# هربرت کمر
هربرت کمر (آلمانی: Herbert Kemmer; ۱۳ مهٔ ۱۹۰۵ – ۱۰ دسامبر ۱۹۶۲) بازیکن هاکی روی چمن اهل آلمان بود.